# Burmoniscus anophthalmus
Burmoniscus anophthalmus is een pissebed uit de familie Philosciidae. De wetenschappelijke naam van de soort is voor het eerst geldig gepubliceerd in 2004 door Taiti & Ferrara.